# 入り江

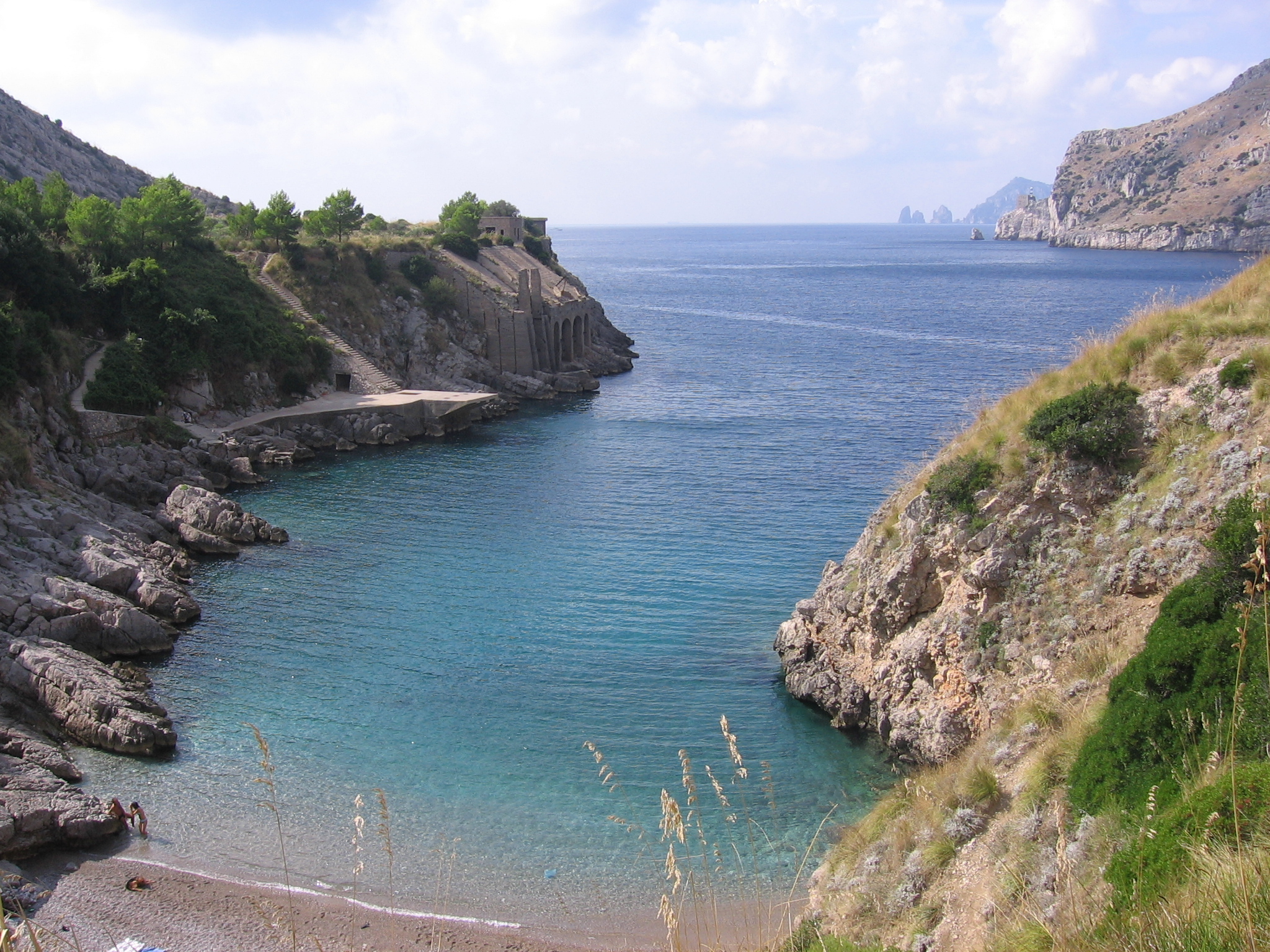
ナポリ湾の入り江

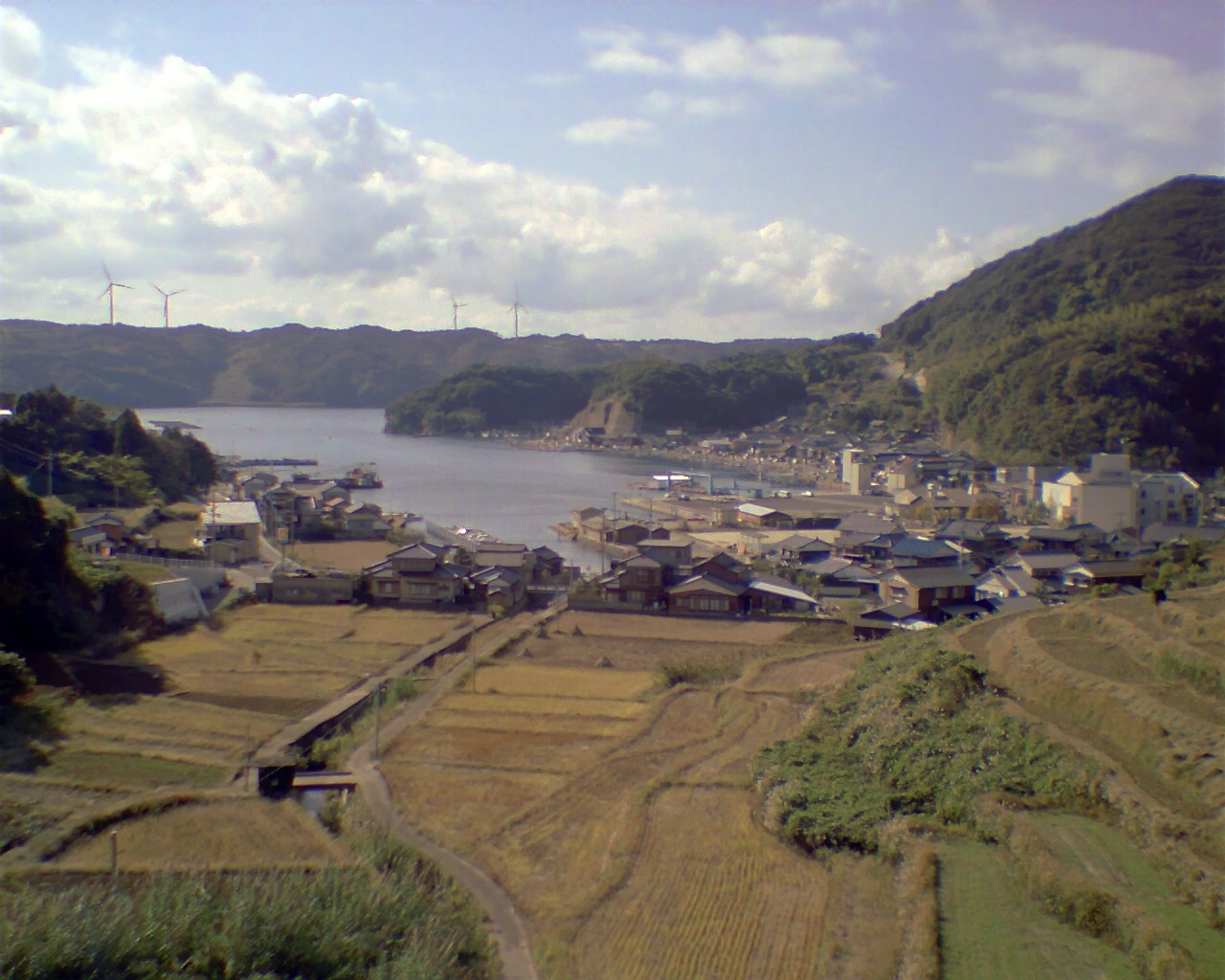
入り江の奥にある漁村、佐賀県玄海町

入り江（いりえ）とは、海岸や湖の一部が侵食作用によって陸側にえぐるように入り込んでできた地形のことである。浦（うら）、入り海（いりうみ）ともいう。

## 概要
入り江は、多くの場合において、陸地と水面との境界が他の場所よりも深く陸地側に切り込まれている状態である。小江（おえ）より大きく、湾（大きく水辺が陸地方向に切れ込んだ地形）よりは小さい。しかし、この境界はしばしば曖昧である。
また入り江は他の沿岸水域に比べ遠浅で、特に平均して季節風が叩き付けるような入り江を除けば、平坦な海岸線に比べると波が穏やかな水域が広い傾向がある。このため港などはこの入り江を利用して作られる場合もあり、また海水浴場の中には、入り江に面した地域に設けられることもある。
しかし普段季節風の直撃がなく、台風やハリケーンなど特別な気象の変化で海側からの強風をもろに受けるようになった場合は、普段穏やかな入り江が一変、平坦な海岸線では平均して分散化される波の力が入り江の奥に殺到、高潮や水害といった被害を受けることもある。また津波では入り江の構造によって波のエネルギーが集中、波の高さが増幅されて被害が拡大することもある。このため入り江の入り口付近に防波堤を設置して、波が入り江の奥を洗わないようにするための地形改造（工事）も行われる。
入り江は海などの侵食によって海岸線が削られて入り江になる場合もあれば、川の流出口（河口）が侵食され入り江となる場合もある。特に河口の侵食が進行すると、三角江と呼ばれる河口部分が末広がりになる地形になる。